# S&P Global Ratings

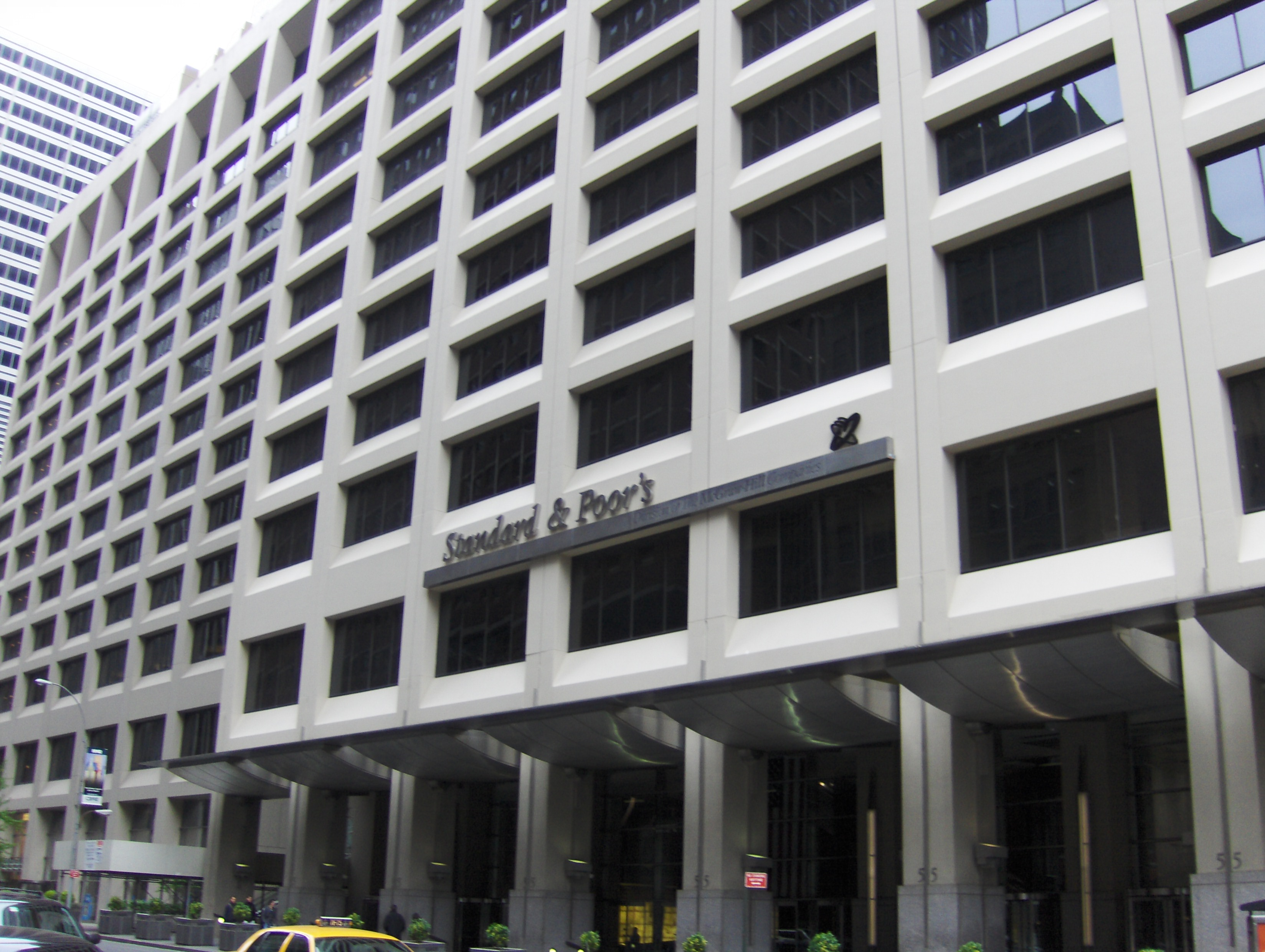
Quarter general d'Standard and Poors a 55 Water Street de Nova York el 2008

Standard & Poor's (S&P) és una empresa de serveis financers dels Estats Units, essent una empresa de qualificació del risc financer o Agència d'avaluació de crèdit. Publica anàlisis i recerca financera dels mercats i bons financers. És molt coneguda pels seus índexs de mercats borsaris, l'índex dels Estats Units S&P 500, l'australià S&P/ASX 200, el canadenc S&P/TSX, l'italià S&P/MIB i el de l'Índia S&P CNX Nifty. La companyia és una de les Tres grans (Big Three) de les agències de qualificació creditícia que també inclou Moody's i Fitch Group.
L'agost de 2011 la classificació dels bons dels Estats Units va baixar des del nivell més alt (que sempre havia tingut) al següent.

## Història
La companyia començà la seva activitat el 1860, amb la publicació per part de Henry Varnum Poor del llibre History of Railroads and Canals in the United States. Aquesta obra tractava de donar una informació exhaustiva sobre l'estat financer i operatiu de les companyies de ferrocarril dels Estats Units. Henry Varnum establí H. V. and H. W. Poor Co. amb el seu fill, Henry William, i publicà versions anuals actualitzades del seu llibre.
El 1906, Luther Lee Blake fundà la Standard Statistics Bureau, amb l'objectiu de proporcionar informació financera sobre companyies que no eren de ferrocarril. En lloc d'un llibre de publicació anual, Standard Statistics emprà targetes de 5" x 7", que permetien actualitzacions més freqüents
El 1941, Poor i Standard Statistics es fusionaren en Standard & Poor's Corp. El 1966, la companyia va ser adquirida per The McGraw-Hill Companies, i en aquell moment abasta la divisió de Serveis Financers.

## Qualificacions creditícies
Com a agència qualificadora de crèdit (CRA), la companyia emet qualificacions creditícies del deute de companyies públiques i privades. És una de les agències de qualificació creditícia de les diverses que han estat designades com ‘'organització reconeguda a escala nacional de qualificació estadística (nationally recognized statistical rating organization) per la U.S. Securities and Exchange Commission. dels Estats Units.
Emet qualificacions creditícies tant a curt com a llarg termini.

### Qualificacions a llarg termini
| AAA | AA | A | BBB | BB | B | CCC | CC/D |

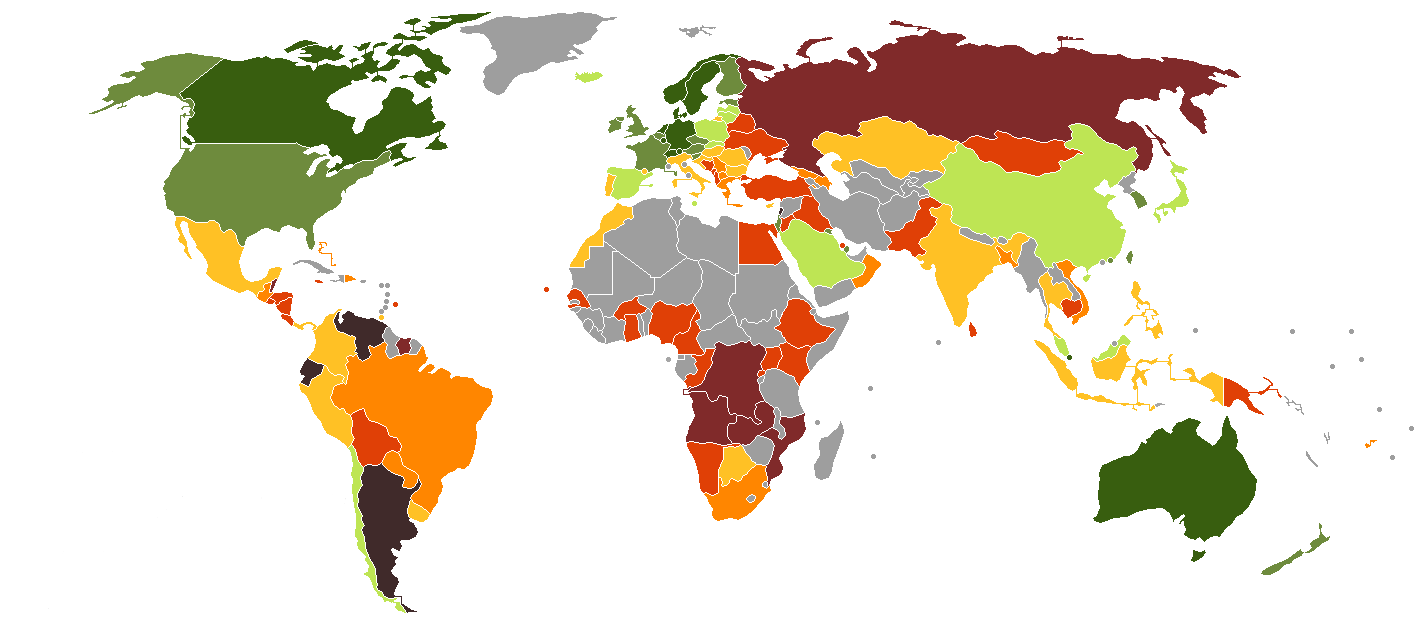
Llista per estats sobirans d'agost de 2018.

La companyia fa una escala des d'AAA a D. S'ofereixen classificacions intermèdies per a cada nivell entre AA i CCC (per exemple., BBB+, BBB i BBB-). Per alguns prestataris, la companyia també ofereix guies (dites un credit watch) (positiva), downgraded (negativa) o incerta (neutra).
Grau d'inversió
- AAA: els prestataris de millor qualitat, fiables i estables (molts d'ells són governs sobirans)
- AA: prestataris de qualitat, de més risc que els AAA. Inclou:
  - AA+: equivalent al de Moody's Aa1 (d'alta qualitat, amb risc financer molt baix, però susceptibles de risc a llarg termini un poc més gran)
  - AA: equivalent a Aa2
  - AA-: equivalent a Aa3
- A: prestataris de qualitat la situació financera dels quals pot estar afectada per certes situacions econòmiques
  - A+: equivalent a A1
  - A: equivalent a A2
- BBB: prestataris de classe mitjana satisfactoris de moment de grau de no inversió (Non-Investment Grade) també coneguts com a bo escombraria (junk bonds)

- BB: més propensos a canvis en l'economia
- B: situació financera molt variable
- CCC: vulnerable en l'actualitat i depenent de les condicions econòmiques favorables per complir els seus compromisos
- CC: altament vulnerable, bons molt especulatius
- C: altament vulnerables, potser en fallida o en mora, però encara continuen pagant les seves obligacions
- CI: en mora en l'interès
- R: sota la supervisió reglamentària per la seva situació financera
- SD: té incompliment en algunes obligacions
- D: ha incomplert les obligacions i S&P creu que per això generalment no podrà pagar les obligacions en la majoria o en tots els casos
- NR: sense classificar

### Qualificacions a curt termini
La companyia emet qualificacions específiques en l'escala de A-1 A D. Within the A-1 :
- A-1: la capacitat de l'obligat a complir els seus compromisos financers és forta
- A-2: és susceptible de condicions econòmiques adverses, però la capacitat de complir els compromisos és satisfactòria
- A-3: les condicions econòmiques adverses probablement afebleixin la capacitat de complir els compromisos financers
- B: amb característiques especulatives significatives. L'obligat té capacitat de complir els seus compromisos però amb majors incerteses
- C: Vulnerable de no pagament actualment i depenent de condicions econòmiques favorables per complir els compromisos
- D: en fallida de pagament.

## Publicacions
La companyia publica The Outlook, una revista (impresa i en internet) d'anàlisi de mercats financers que apareix 48 vegades l'any.
També publica el mensual GAMMA Newsletter d'aspectes financers governamentals i de mercats emergents.

## Crítiques
Per alguns analistes aquesta companyia i d'altres de classificació financera són part de la causa de la crisi financera global del 2008 i 2009, especialment en fer les degradacions de la classificació.